# Myioparus
Myioparus és un gènere d'ocells de la família dels muscicàpids (Muscicapidae).

## Taxonomia
Segons la Classificació del Congrés Ornitològic Internacional (versió 2.10, 2011) aquest gènere està format per dues espècies:
- Myioparus griseigularis - Papamosques gorjagrís.
- Myioparus plumbeus - Papamosques carboner.

Tanmateix, en el Handook of the Birds of the World i la quarta versió de la BirdLife International Checklist of the birds of the world (desembre 2019) es segueix un altre criteri taxonòmic i no es reconeix aquest gènere, pel qual aquestes dues espècies es classifiquen dins del gènere Fraseria.